# 伊辛根山
72°23′S 1°4′E / 72.383°S 1.067°E
伊辛根山是南極洲的山峰，位於東部南極洲的毛德皇后地，屬於斯維爾德魯普山脈的一部分，處於伊辛冰川和羅格斯塔冰川之間。